# 布哈爾·扎魯·卡爾馬卡洛夫

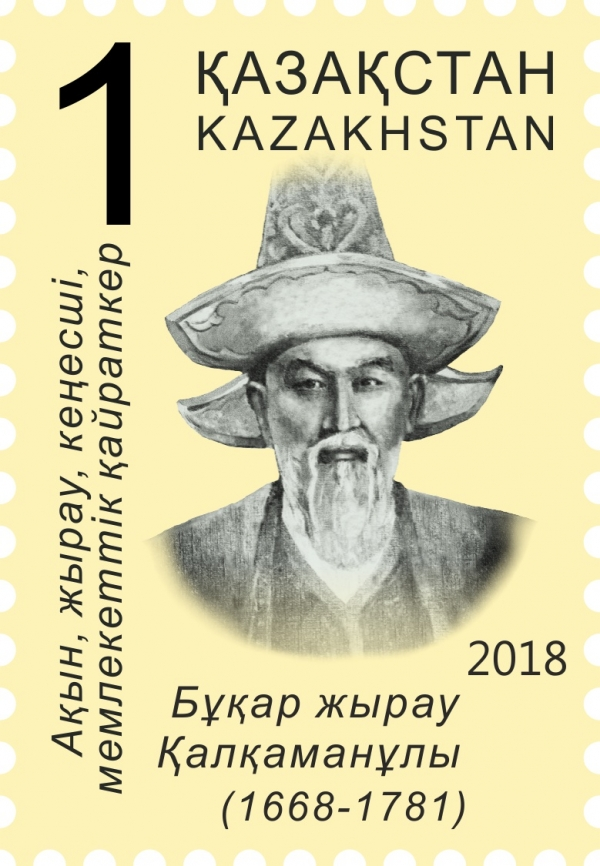

布哈爾·扎魯·卡爾馬卡洛夫（1668年—1771年），18世紀哈薩克汗國中玉茲阿肯歌手和詩人。
他出身阿爾根部蘇因迪克氏族，生於位於布哈拉附近的埃利貝地區，父親卡爾卡曼是部中的巴特爾。
他也是阿布賚汗的首席謀臣。他的主要活動是立法、詩歌和歌唱，他的詩歌涉及廣泛的主題，包括政治、部落的外交政策和可汗的生活。